# برنارد وانياما
برنارد وانياما (بالإنجليزية: Bernard Wanyama)‏ هو لاعب كرة قدم كيني، ولد في 24 ديسمبر 1989 في نيروبي في كينيا. شارك مع منتخب كينيا لكرة القدم. أما مع النوادي، فقد لعب مع نادي سوفاباكا.

## وصلات خارجية
- برنارد وانياما على موقع قاعدة بيانات كرة القدم.إي يو (الإنجليزية)
- برنارد وانياما على موقع ناشيونال فوتبول تيمز (الإنجليزية)